# Albert Heijn
Albert Heijn (AH) uformelt Appie er en nederlandsk supermarkedskæde, som siden 2016 har været et datterselskab til Ahold Delhaize. De har 1056 butikker her af 996 i Nederlandene, hvor de har en markedsandel på 34,8 %. I 2019 var der 100.000 ansatte.
27. maj 1887 købte Albert Heijn en købmandsbutik fra sin far Jan Heijn i Oostzaan.